# Menticirrhus nasus
Menticirrhus nasus är en fiskart som först beskrevs av Günther, 1868.  Menticirrhus nasus ingår i släktet Menticirrhus och familjen havsgösfiskar. IUCN kategoriserar arten globalt som livskraftig. Inga underarter finns listade i Catalogue of Life.